# مادلين لامبرت
مادلين لامبرت (بالفرنسية: Madeleine Lambert)‏ هي ممثلة فرنسية، ولدت في 7 مايو 1892 في فرنسا، وتوفيت بنفس المكان في 27 يوليو 1977.

## وصلات خارجية
- مادلين لامبرت على موقع IMDb (الإنجليزية)
- مادلين لامبرت على موقع ألو سيني (الفرنسية)
- مادلين لامبرت على موقع أول موفي (الإنجليزية)
- مادلين لامبرت على موقع قاعدة بيانات الأفلام السويدية (السويدية)
- مادلين لامبرت على موقع قاعدة بيانات الفيلم (الإنجليزية)
- مادلين لامبرت على موقع كينوبويسك (الروسية)